# Silver and Gold
Silver and Gold – album hardrockowy, wydany przez grupę A.S.A.P. w 1989.

## Lista utworów
1. "The Lion" – 3:54
2. "Silver and Gold" – 4:50
3. "Down the Wire" – 5:06
4. "You Could Be a King" – 3:38
5. "After the Storm" – 5:50
6. "Misunderstood" – 4:25
7. "Kid Gone Astray" – 4:24
8. "Fallen Heroes" – 4:32
9. "Wishing Your Life Away" – 4:05
10. "Blood on the Ocean" – 6:01

## Skład
- Adrian Smith — gitara elektryczna, gitara akustyczna, śpiew
- Andy Barnett — gitara elektryczna, śpiew towarzyszący
- Dave Colwell — gitara elektryczna, śpiew towarzyszący
- Richard Young — klawisze, syntezatory
- Robin Clayton — gitara basowa
- Zak Starkey — perkusja